# Narubadin Weerawatnodom
Narubadin Weerawatnodom, né le 12 juillet 1994 à Ayutthaya, est un footballeur international thaïlandais. Il évolue au poste de défenseur droit au Buriram United.

## Carrière

### En équipe nationale
Narubadin Weerawatnodom honore sa première sélection le 23 janvier 2013 lors d'un match amical contre la Finlande. C'est lors de ce match qu'il inscrit son premier but en sélection.

## Statistiques
| Saison                | Club                  | Championnat           | Championnat | Championnat | Coupe nationale | Coupe nationale | Coupe de la Ligue | Coupe de la Ligue | Compétition(s) continentale(s) | Compétition(s) continentale(s) | Compétition(s) continentale(s) | Thaïlande | Thaïlande | Total | Total |
| Saison                | Club                  | Division              | M.          | B.          | M.              | B.              | M.                | B.                | Comp.                          | M.                             | B.                             | M.        | B.        | M.    | B.    |
| 2012                  | BEC Tero Sasana       | Thai League           | 4           | 0           | 0               | 0               | 1                 | 0                 | -                              | -                              | -                              | -         | -         | 5     | 0     |
| 2013                  | BEC Tero Sasana       | Thai League           | 18          | 0           | 2               | 0               | 0                 | 0                 | -                              | -                              | -                              | 5         | 1         | 25    | 1     |
| 2014                  | BEC Tero Sasana       | Thai League           | 32          | 2           | 1               | 0               | 7                 | 1                 | -                              | -                              | -                              | 8         | 0         | 48    | 3     |
| Sous-total            | Sous-total            | Sous-total            | 54          | 2           | 3               | 0               | 8                 | 1                 | -                              | -                              | -                              | 13        | 1         | 78    | 4     |
| 2015                  | Buriram United        | Thai League           | 29          | 1           | 5               | 0               | 8                 | 0                 | LC                             | 5                              | 0                              | 4         | 0         | 51    | 1     |
| 2016                  | Buriram United        | Thai League           | 28          | 0           | 0               | 0               | 0                 | 0                 | LC                             | 3                              | 0                              | 3         | 0         | 34    | 0     |
| Sous-total            | Sous-total            | Sous-total            | 57          | 1           | 5               | 0               | 8                 | 0                 | -                              | 8                              | 0                              | 7         | 0         | 85    | 1     |
| Total sur la carrière | Total sur la carrière | Total sur la carrière | 111         | 3           | 8               | 0               | 16                | 1                 | -                              | 8                              | 0                              | 20        | 1         | 163   | 5     |

## Palmarès
Il remporte la coupe de la ligue thaïlandaise en 2014 avec le BEC Tero Sasana, ainsi que le championnat de Thaïlande, la coupe de Thaïlande et la coupe de la ligue thaïlandaise en 2015 avec le Buriram United.
Il gagne aussi les Jeux d'Asie du Sud-Est en 2013 et 2015 avec l'équipe de Thaïlande olympique, ainsi que championnat d'Asie du Sud-Est en 2014 avec l'équipe de Thaïlande.